# 坑口事变
坑口事变，又称肃反社会民主党运动，是指1931年，在中国工农红军时期，中国共产党在闽西革命根据地执行的一系列肃反行动。

## 背景
由于李立三左倾冒险主义错误在闽西革命根据地的执行，闽西红军屡战失败，根据地日益缩小，使闽西根据地一时处于十分紧张和不利的状态。为巩固革命政权，1930年12月，闽西苏维埃政府根据中共福建省委关于“巩固苏区，必须肃清反革命”的指示，成立了闽西苏维埃政府肃反委员会，由闽西苏维埃政府裁判部长林一株兼任主席，在根据地内部开展领导肃清反革命的工作。但肃反委员会在肃反过程中，把肃反造成的红军指战员和地方干部、群众发牢骚、说怪话、悲观消极等现象，都看成是反革命分子在破坏。在给中共中央的报告中，闽西苏维埃政府写道：
|  | 在国民党、团匪加紧进攻中，闽西的改组派、社会民主党及一切反动派别也一样活动。苏维埃政权确实象共产国际给中央信中所说的一样，真正的苏维埃政权还没有。有些地方的苏维埃甚至被富农、流氓和反动政治派别的反革命分子混迹其间，从中把持领导苏维埃的工作。 |

所以肃反活动进行了扩大化，从而造成一场错误的肃反“社会民主党”运动。

## 开始
1931年1月8日，闽西苏维埃政府为纪念卡尔·李卜克内西、卢森堡、列宁三位领袖发出第十四号《通告》，要求地方和军队开展纪念活动。因缺乏国际共产主义运动的基本知识，在纪念会上，红十二军吴拙哉等几个战士激动地呼喊了“拥护第二国际”、“社会民主党万岁”等口号。旁边听到的人立即将这一情况报告给政委林梅汀，见林梅汀不理睬，又将此事上报给闽西苏维埃政府和肃反委员会。闽西苏维埃政府肃反委员会就把喊口号的人当做反革命分子加以逮捕，并由此牵连到团政委林梅汀以及江桂华、张德宗等人。肃反委员会立即对他们进行严刑审讯，定为反革命“社会民主党”分子，这些人屈打成招，诱供出傅柏翠是闽西社会民主党特委书记，林梅汀是特委的宣传部长，黄洪是特委组织部长，江桂华、张德宗是特委委员，并胡乱供出“社会民主党”的政治主张是“二五减租、劳资仲裁、开国民会议”。此外还供出一大批与他们有关系的所谓“社会民主党”分子，致使案情复杂化，使闽西苏维埃政府和肃反委员会更加感到肃反“社会民主党”的紧迫性和严重性。1931年2月21日，闽西苏维埃政府裁判部接连发出第十九号、二十号通告：
|  | 各级裁肃委员会，立即召集各区乡裁肃委员联席会议，检查过去的工作，加紧健全肃反组织，担负迅速肃清苏维埃区域的各种反动派别的迫切任务。 |

|  | 最近本政府和各地捕获大批的国际社会民主党。在整个反动政党——国际社会民主党没有全盘破获前，各级政府应集中火力进行这一肃反工作。 |

此后，肃清所谓“社会民主党”的斗争，就成为闽西的中心工作。到2月底，闽西苏区已先后逮捕所谓“社会民主党”分子60余人。1931年3月1日，闽西苏维埃政府在永定虎冈召开“闽西工农兵审判反革命社会民主党分子代表大会”，审判以林梅汀为首的34人。在严刑拷打下，他们屈打成招，被迫承认他们分别担任闽西“社会民主党”的宣传部长、组织部长、特委委员、省委书记等职。据此，3月2日，林梅汀等17名“主犯”被判处死刑，当场执行枪决。此后，闽西的肃反“社会民主党”的斗争愈演愈烈，并发展为遍及全闽西的一场运动。
1931年3月15日，中共六届四中全会代表团到达闽粤赣边特委所在地虎冈，并确定闽西党组织目前的中心任务之一是肃清“社会民主党”，自上而下地彻底改造苏维埃。4月4日，六届四中全会以后的党中央根据闽西肃反的报告，给中共闽粤赣边特委发出了指示信，指出：“敌人积极从各方面来向苏区红军进攻——普遍的红色恐怖、积极地打入到党的组织内和红军中来从事破坏。闽西的所谓社会民主党、江西的AB团及其他地方的改组派等，从蒋介石到傅柏翠都有整个的联系和计划的”，必须“肃清内部的——红军中、政府中、党部中的一切反革命分子，站在阶级立场上以最严厉的手段来镇压”。信中还指出：“右倾在党内在群众中要看成最主要的危险，对一切消沉、悲观、保守、失望、逃跑等等观念，要给予无情的打击，要坚决反对实际工作中的机会主义，要与反立三路线及对立三路线调和主义的斗争完全联系起来”。这样，闽西苏区肃清所谓“社会民主党”的斗争便同其他苏区肃清“AB团”、改组派的斗争相联系。根据中央指示信的精神，中共闽粤赣边特委于5月14日作出“关于彻底肃清社会民主党、AB团的决议”，号召各地要“以肃反为一切的工作中心”，限令在两个月内肃清“社会民主党”。从此，闽西肃“社党”的错误主张进一步升级。
之后，闽西肃反委员会便成为凌驾于闽西根据地各级党、政、军组织之上的机关，在“肃反”的名义下，集捕人、检察、审判权于一身。他们把错误的肃反政策和宗派主义纠缠在一起，打击面越来越大，以至以后各级政府、各级党组织、各团体组织都可抓人杀人，“各地以捕人最多、判处人最快的为最坚决”，对于凡是犯过立三路线错误的、或者党内持不同意见的，均在肃反之列，因为他们认为“社会民主党的活动与发展，主要是执行立三路线的结果”，把党内斗争与对敌斗争相混淆，导致许多党的干部被错误的当做“社党分子”而遭逮捕甚至杀害，其中有许多是共产党在创建闽西革命根据地斗争中的骨干。如后田暴动的陈品三、陈锦辉，永定暴动的卢肇西、曾牧村，武平小澜暴动的领导人张涤心等。肃反中心论，使苏区人人自危。

## 坑口事变
1931年5月，驻坑口的闽西苏维埃政府直属第三大队党代表何登南、大队长李真等对乱抓“社党”持反对意见。5月27日，他们扣留了前来检查肃“社党”工作的闽西苏维埃政府巡视员罗寿春，释放了在押的“社党分子”七八十人，并强迫罗寿春写信给杭武县苏，将坑口的“社党分子”押回公审。杭武县苏接信后将人押回坑口，当得知第三大队要把这些人放掉，则不肯交释，双方发生冲突，于是，何登南、李真率部上山。后被新红十二军包围消灭，何登南、李真及第三大队的大部分战士都被当做“社党”处置了。
“坑口事变”被闽西肃反机关定性为“社党分子”反革命暴动。1931年6月5日，闽西苏维埃政府作出《对于杭武第三区社会民主党反革命暴动的决议》，强调“肃反要迅速坚决，要捉的快捉，要杀的快杀，要放的快放，不可犹豫缓延”。根据快抓快杀的指示精神，闽西苏维埃政府35人中有半数被作为“社党分子”杀害，新红十二军连以上干部也半数以上被作为“社党分子”杀害，整个闽西苏区被当做“社党分子”而错杀的，多达6352人。在这场肃“社党”运动中，闽西苏维埃政府主席张鼎丞、闽粤赣临时省委组织部长罗明也被怀疑。“肃反”造成党团组织和政权机关涣散、干部缺乏、红军士气低落；同时，也降低了党和苏维埃政府在群众中的威信。在国军的进攻下，一些地区相继失守。1931年七八月间闽西苏区由原来的48个区减少到22个，中共闽粤赣特委和闽西苏维埃政府被迫从永定的虎冈迁移到上杭的白砂。

## 处理
面对肃反动给闽西根据地造成的严重损失，1931年8月29日，中共中央发出《致闽粤赣苏区省委的信》，信中指出了闽西肃反中的一些问题，如“为什么他们居然能广泛地深入我们的党团和红军中去，经迭次破获和逮捕之后，仍然时常发现他们在我们组织中活动，为什么一部分被欺骗的群众抱着观望的态度不能自动的自首，甚至于恐怕加入共产党，这些问题非常值得我们注意，从你们的一切文件中找不到这些问题最圆满的回答。”此信还批评了闽西党把复杂的问题简单化，把一切问题归罪于“社党”破坏以掩饰自身的缺点，实行惩办主义等三项错误，这对纠正闽西肃社党的错误有一定的积极作用。但这封信又认为闽西肃反中的错误是不应仅仅肃清“社会民主党”，还应肃清其他反革命派别。
因此，这时闽西肃“社党”的错误并没有纠正。直到1931年11月，在江西瑞金参加全国第一次苏维埃代表大会会议的闽西代表郭滴人、张鼎丞，向毛泽东和苏区中央局汇报了闽西肃反中的错误做法，引起毛泽东和苏区中央局的重视。毛泽东严肃指出：“这样搞，不要敌人打，我们自己就会垮台”，决定立即停止肃“社党”活动，并平反冤假错案。这样闽西对肃“社党”的错误做法才引起充分注意。郭滴人、张鼎丞回到闽西后，释放了一大批被关押的所谓“社会民主党”分子。
1931年12月，苏区中央局书记周恩来从上海赴中央苏区，途径闽西时发现肃“社党”问题严重。18日，周恩来在写给中央的信中指出：
|                                 | 中央政治局： 我入苏区虽只三日，但沿途所经，已见到闽西解决社党所得的恶果是非常严重的。自然肃清社党是绝对正确的，然而他们处理方法之错误，如中央历次所指斥的殆有过之无不及。群众之死于社党之罪的并不都是社党领袖，甚至因其与社党领袖假共党之名在一起开会的也被列为社党而杀了。因此，现在许多群众不敢与共党接近，恐怕结果又是社党。究竟社党与共党之别在那里，何种情形方可算罪，群众简直答不出。扩大红军，说群众不积极，十二军团长团政治委员亲口对我说闽西群众不好，而他们一下子便拘捕五六十人（在一百人之中全都是农民而且多是贫农），给以严刑（只据别人一点口供，还说不打不招，等问审问清白，连释放都难，因为身体已伤），对群众将成如何影响！这样无怪现在扩大红军之遇到最大的困难了。红军团长说，过去红军说了六千AB团，虽有很多群众与并未完全审问清楚，但因军事作战时期不得已。好一点不得已！这件事结果的严重，据我在途中所见到闽西党的最近决议及中区党的文件，都还只言反AB团反社党的成功，而未及他的错误。可见此事转变之难与问题之严重性。我现在只顺便择一两件可告的材料告你们，还不能算正式报告，因未经多方面证明，故你们还无须即刻来信。然我有一坚信，即在中央时我们所讨论的原则与对他们的批评完全是正确的，将决以中央路线与此严重问题斗争！ 假使文炽（卢永炽）在申犹未归，望将闽西反社党工作中的严重错误，与他详细一谈，最好根据他的报告，作一有力的决议指示此间，因他们只承认（在文件中）反社党思想的斗争上不足而未言其他。中央如对闽西有决议，对中央区亦有力也。 |
| ——伍豪 十二、十八于赴汀途中注释 | |

根据周恩来的报告，中共中央于1932年1月21日给闽粤赣临时省委来信，严肃批评了闽粤赣临时省委在肃反问题上所犯的错误。随后苏区中央局也致信闽粤赣临时省委，要求切实遵照中央和中央局的指示，坚决纠正肃反中的错误。闽粤赣临时省委在1932年3月召开的第二次党代会上，对肃“社党”的错误作了认真的检查。接着福建省第一次工农兵代表大会再次总结了肃“社党”的沉痛教训，并建立了各级苏维埃政府的组织系统和工作制度，建立了司法制度，稳定了苏区的革命秩序，使肃“社党”的错误基本得到纠正。

## 平反
第二次国共内战期间初期追认了一些在肃“社党”事件中被错杀的人员为烈士，但平反不彻底。中国共产党第十一届中央委员会第三次全体会议后，1984年8月23日，中共福建省委对闽西根据地的肃反问题进行了认真的调查研究，确认闽西根据地根本不存在“社会民主党”组织，开展肃“社党”运动完全是错误的，它不是肃反扩大化，而是一起冤案，应予彻底平反，被错杀的同志应予昭雪，在政治上恢复名誉。